# Oursiniet
Het mineraal oursiniet is een gehydrateerd kobalt-magnesium-uranium-silicaat met de chemische formule (Co,Mg)(H3O)2[(UO2)SiO4]2·3(H2O). Het behoort tot de nesosilicaten en is het enig bekende kobalthoudende silicaat.

## Eigenschappen
Het doorzichtige tot doorschijnende vaalgele oursiniet heeft een glasglans, het kristalstelsel is orthorombisch en de splijting is goed volgens een onbekend kristalvlak. De gemiddelde dichtheid is 3,674 en de hardheid is 3 tot 3,5. Oursiniet is zeer sterk radioactief. De gamma ray waarde volgens het American Petroleum Institute is 4.116.513,47.

## Naamgeving
De naam van het mineraal oursiniet is afgeleid van het Franse woord oursin, dat "zee-egel" betekent, dit vanwege de vorm die het mineraal kan aannemen; een radiaal patroon van naaldvormige kristallen.

## Voorkomen
Het mineraal oursiniet komt voornamelijk voor in de oxidatie zones van uraniumhoudend gesteente. De typelocatie is Shikolobwe, Shava, Congo.